# František Arnošt z Harrachu
František Arnošt z Harrachu-Rohrau-Tannhausenu, či jen František Arnošt Harrach (německy Franz Ernst Harrach, plným jménem Johann Nepomuk Franz de Paula Ernst Graf von Harrach-Rohrau-Tannhausen, 13. prosince 1799 Vídeň – 26. února 1884 Nice), byl česko-rakouský šlechtic z rodu Harrachů a politik české národnosti z Čech, v 60. a 70. letech 19. století poslanec Českého zemského sněmu; otec politika Jana Nepomuka z Harrachu.

## Život
Narodil se ve Vídni jako syn Arnošta Kryštofa z Harrachu. 
Působil jako velkostatkář. Patřily mu statky Jilemnice, Branná, Sadová, Šluknov a dále majetky na Moravě i v dnešním Rakousku. V roce 1836 se stal členem stavovského Českého zemského sněmu. Byl zakladatelem Franz-Ernst-Hütte ve Staré Vsi (Altendorf). Patřily mu také sklárny v Novém Světě. Po několik let zastával funkci předsedy Jednoty pro zvelebení průmyslu v Čechách. Předsedou Průmyslové jednoty byl po celá 50. léta 19. století, i když, jak uvádí historik Otto Urban, faktickým hlavním činovníkem jednoty byl Karel Balling. František Arnošt z Harrachu náležel i mezi znalce umění a shromáždil značné umělecké sbírky.
Po obnovení ústavního systému vlády počátkem 60. let se zapojil i do vysoké politiky. V zemských volbách roku 1861 byl zvolen na Český zemský sněm, kde zastupoval kurii velkostatkářskou, svěřenecké velkostatky. Mandát obhájil ve volbách v lednu 1867 a volbách v březnu 1867, po kterých ale odmítl přijmout mandát. Šlo o výraz podpory tehdejší české pasivní rezistence. Uspěl rovněž v zemských volbách roku 1870. Patřil ke Straně konzervativního velkostatku, která podporovala české státní právo.
Od roku 1861 byl rovněž doživotním dědičným členem Panské sněmovny (nevolená horní komora Říšské rady). Měl titul tajného rady, skutečného komořího. Byl rytířem Řádu zlatého rouna. Roku 1866 se mu dostalo od císaře za loajálnost a činy během okupace Pruskem výrazu Nejvyšší spokojenosti.
Od roku 1881 byl vdovcem. Zemřel v únoru 1884 po dlouhé a těžké nemoci, kvůli které dva měsíce před svým úmrtím odcestoval na radu lékařů na léčení do francouzského Nice. Zde se ovšem jeho stav zhoršil a hrabě Harrach zemřel.

### Manželství a potomstvo
29. května 1827 se ve Vídni oženil s Annou z Lobkovic (1809–1881), dcerou knížete Josefa Františka Maxmiliána a jeho manželky Marie Karolíny ze Schwarzenbergu. Z jejich čtyř potomků se dospělosti dožili dva synové. 
- 1. Jan Nepomuk František (2. 11. 1828 Vídeň – 12. 12. 1909 tamtéž), I. manž. 1856 Marie Markéta z Lobkovic (13. 7. 1837 Praha – 2. 9. 1870 Aschach an der Donau), II. manž. Marie Terezie z Harrachu (7. 1. 1856 Praha – 20. 8. 1908 Bruck an der Leitha)[12]
- 2. Arnošt (8. 10. 1830 Vídeň – 10. 11. 1837)[12]
- 3. Alfréd Karel (9. 10. 1831 Praha – 5. 1. 1914 Opatija), manž. 1869 Anna Marie Terezie z Lobkovic (5. 4. 1847 Vídeň – 25. 11. 1934 Aschach an der Donau)[12]
- 4. Marie Terezie (14. 8. 1835 – 31. 12. 1839)[12]